# Sam Nunn (roddare)
Samuel "Sam" Nunn, född 12 september 1996, är en brittisk roddare.

## Karriär
Vid U23-VM 2018 i Poznań tog Nunn silver tillsammans med David Ambler, Charles Elwes och Felix Drinkall i fyra utan styrman.
I augusti 2022 vid EM i München tog Nunn guld tillsammans med William Stewart, Matthew Aldridge och Freddie Davidson i fyra utan styrman. Följande månad vid VM i Račice tog han också guld tillsammans med William Stewart, David Ambler och Freddie Davidson i fyra utan styrman.
Vid EM 2025 i Plovdiv var Nunn en del av Storbritanniens lag som tog guld i åtta med styrman.